# Fanny Imlay

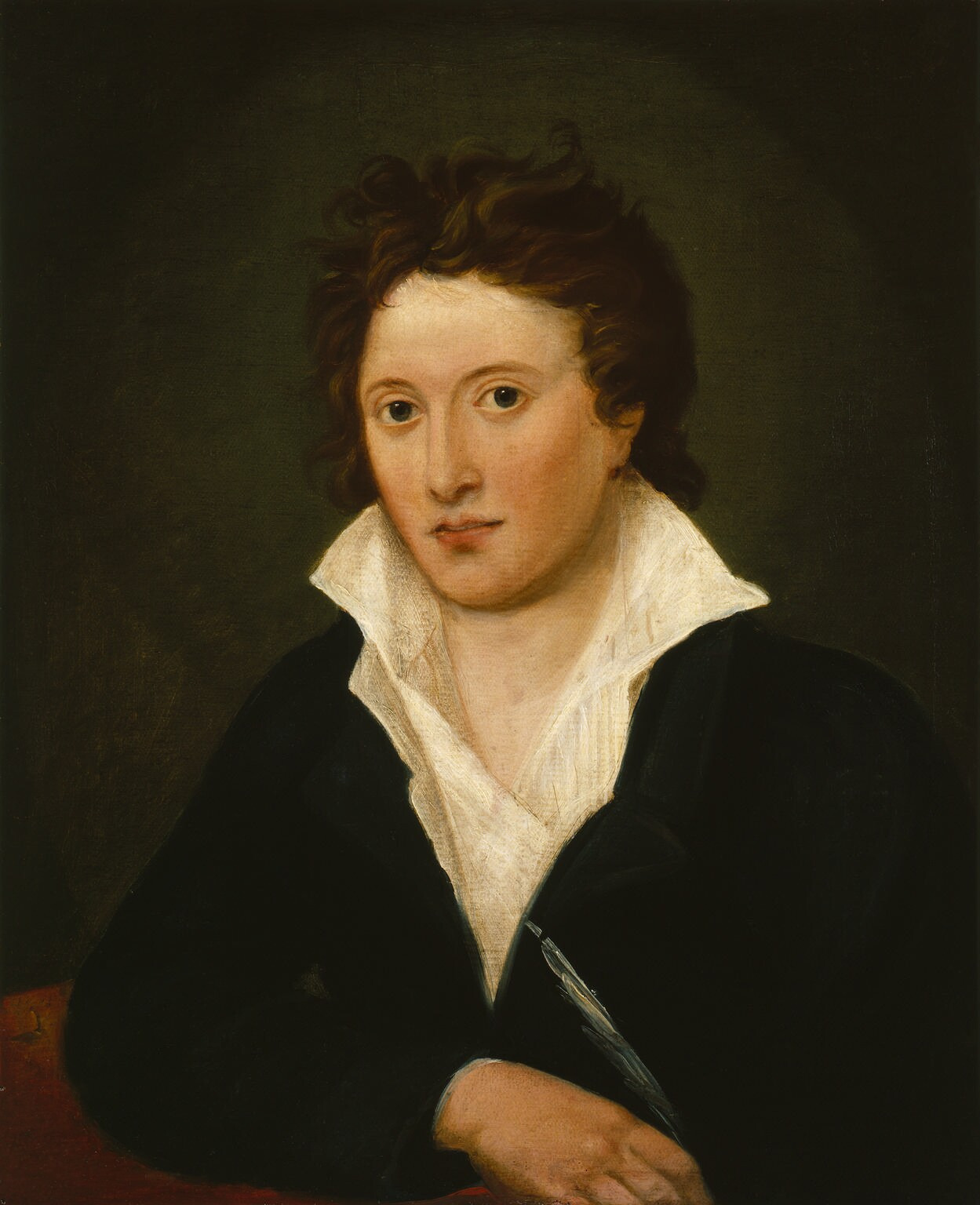
Le poète romantique Percy Bysshe Shelley fut probablement aimé par les trois sœurs Godwin (Amelia Curran, 1819).

Frances Fanny Imlay (Fanny Wollstonecraft, selon son nom légal ; également connue sous le nom de Fanny Godwin) (14 mai 1794 – 9 octobre 1816 à Swansea) est une écrivaine britannique.

## Biographie

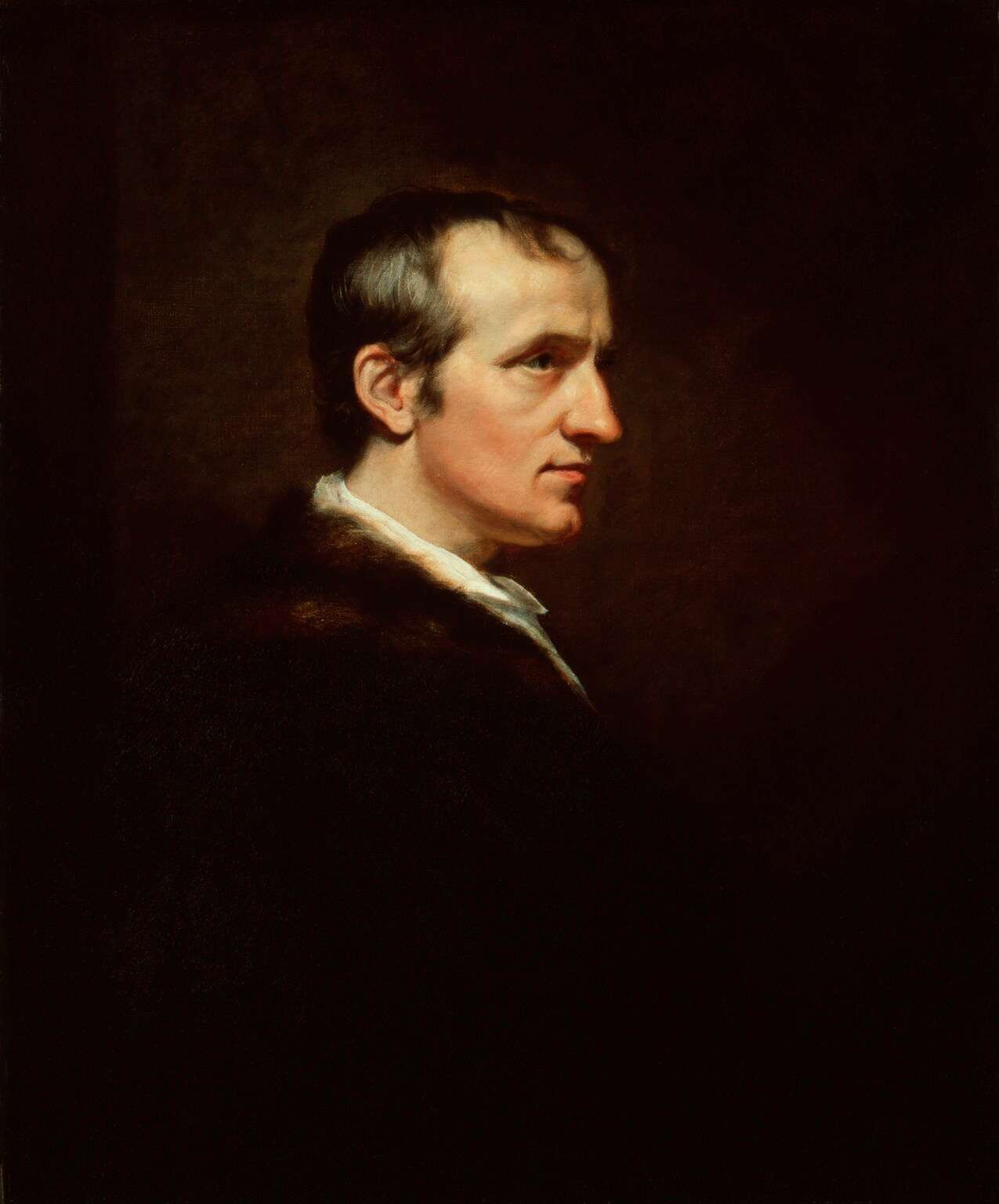
William Godwin, beau-père de Fanny (James Northcote, peinture sur toile, 1802, National Portrait Gallery (Londres).)

Fanny Imlay est la fille illégitime de l'écrivaine féministe britannique Mary Wollstonecraft et de l'aventurier américain et escroc Gilbert Imlay.
Tous deux s'étaient établis en France pendant la Révolution française, pour mettre en œuvre les principes posés dans son ouvrage fondateur A Vindication of the Rights of Woman (1792), dans le cas de Mary Wollstonecraft, et pour se lancer dans diverses affaires à caractère spéculatif dans le cas de Gilbert Imlay. Ils se rencontrent là, et tombent amoureux. À une certaine période de leur relation, le couple ne peut se rencontrer qu'à une barrière d'octroi entre Paris et Neuilly, et c'est là qu'est conçue leur fille ; Fanny est donc, selon les mots de William Godwin, « une enfant de la barrière ».
Bien que ses parents aient été heureux ensemble pendant de brèves périodes, avant et après sa naissance, Imlay abandonne Mary Wollstonecraft et sa fille en France au beau milieu de la Révolution française. Pour essayer de redonner vie à leur relation, Mary effectue un voyage d'affaires de trois mois en Scandinavie pour le compte d'Imlay, en emmenant avec elle la petite Fanny, âgée alors d'un an. Mais la relation avec Imlay se termine, lorsqu'à son retour à Londres, Mary Wollstonecraft trouve Gilbert Imlay dans les bras d'une autre femme. 
Après être tombé amoureuse et avoir épousé le philosophe William Godwin, elle meurt en couches en 1797, laissant Fanny âgée de trois ans aux soins de Godwin, avec Mary Wollstonecraft Godwin (Mary Shelley, l'auteur future de Frankenstein) qu'elle venait de mettre au monde. 
Quatre ans plus tard, Godwin se remarie, et sa nouvelle épouse, Mary Jane Clairmont, amène ses propres enfants d'un lit précédent, en particulier (vu du point de vue de Fanny Imlay et de Mary Godwin) Claire Clairmont. Les deux enfants en veulent en effet à la nouvelle Mrs Godwin et à l'attention qu'elle porte à sa propre fille. Le ménage Godwin devient peu à peu un lieu où il ne fait pas bon vivre, où les tensions montent et où les dettes s'accumulent. Arrivées à l'adolescence, en 1814, Mary et Claire font une fugue vers le Continent avec le poète romantique Percy Bysshe Shelley. Fanny Imlay, resté en arrière, supporte le gros de la fureur de Godwin. De plus en plus isolée de sa famille, elle se suicide en 1816, à l'âge de 22 ans. 

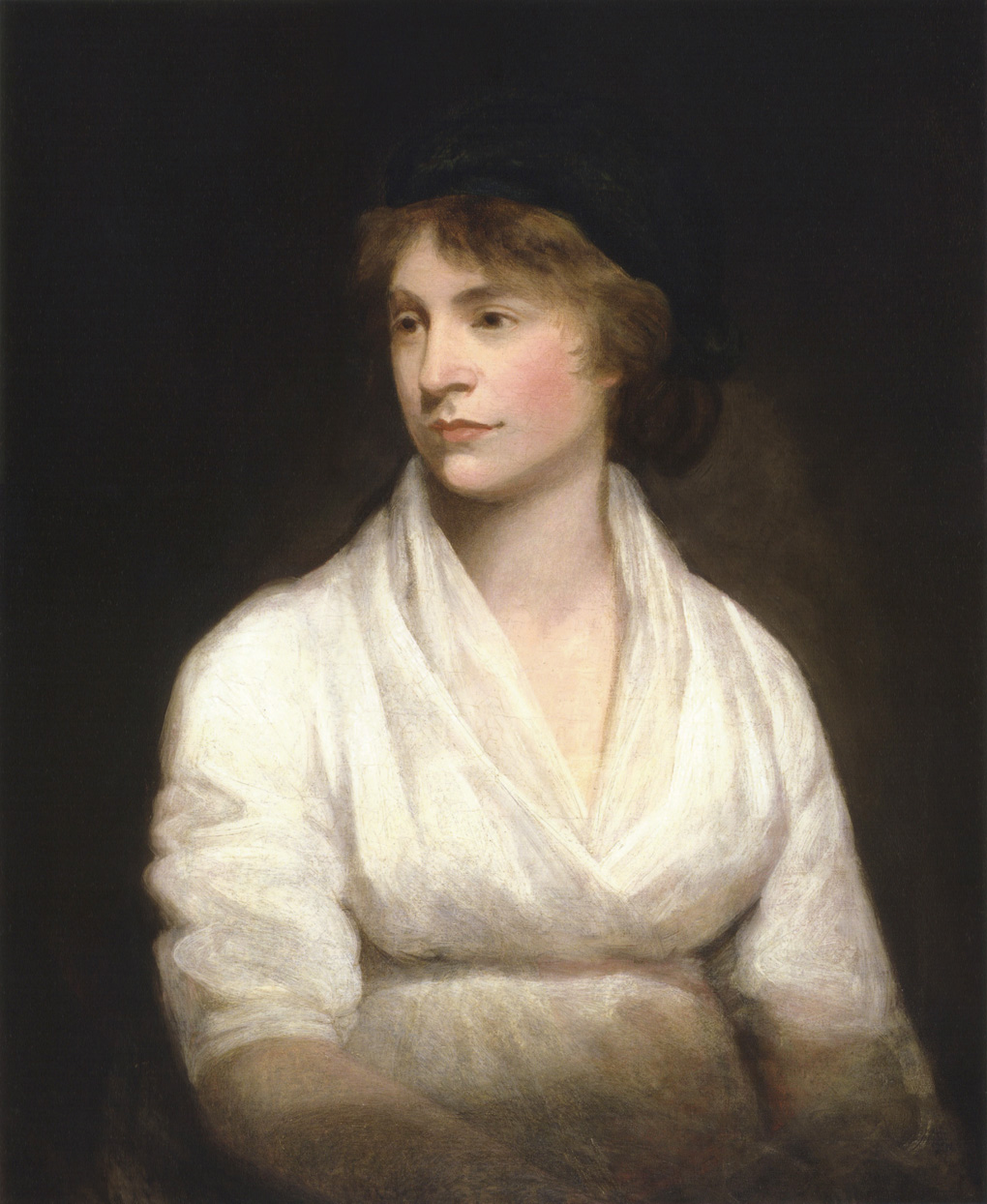
Mary Wollstonecraft, enceinte de la demi-sœur de Fanny, Mary Wollstonecraft Godwin. Portrait par son ami John Opie (vers 1797).